# Ilex latifolia
Espèce
Classification phylogénétique
Le Houx à larges feuilles (Ilex latifolia) est une espèce du genre Ilex.